# Hammerschloss Grötschenreuth

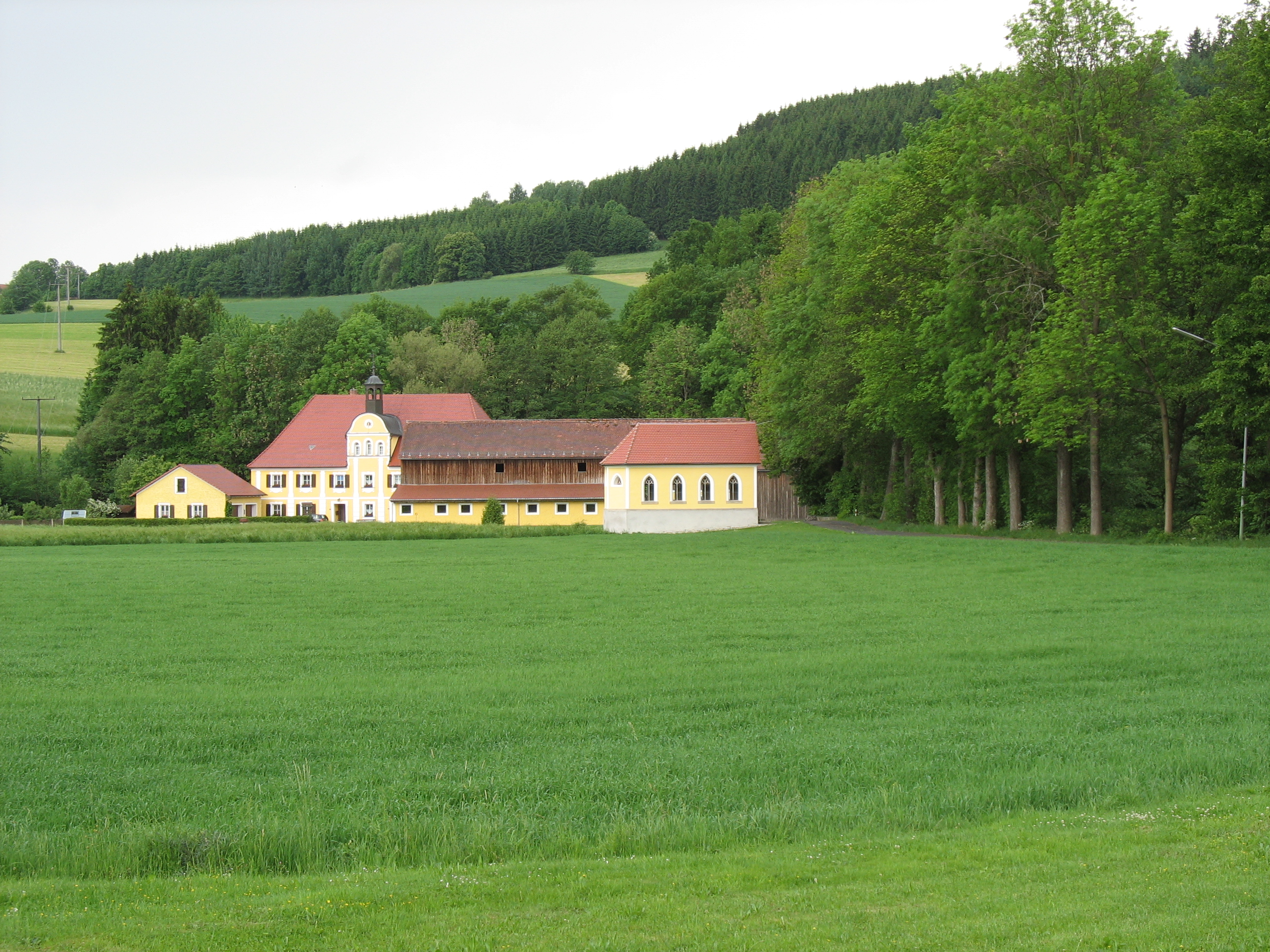
Hammerschloss Grötschenreuth

Das denkmalgeschützte Hammerschloss Grötschenreuth (auch Drahthammer Grötschenreuth genannt) befindet sich in dem gleichnamigen Ortsteil Grötschenreuth der Oberpfälzer Stadt Erbendorf im Landkreis Tirschenreuth. Die Anlage ist unter der Aktennummer D-3-77-116-25 als denkmalgeschütztes Baudenkmal von Grötschenreuth verzeichnet. Ebenso wird sie als Bodendenkmal unter der Aktennummer D-3-6138-0117 im Bayernatlas als „archäologische Befunde der frühen Neuzeit im Bereich des Schlosses von Grötschenreuth“ geführt.

## Geschichte
Im 14. Jahrhundert wird in Grötschenreuth erstmals ein Hammer genannt. Grötschenreuth und das sich dort befindliche Hammerwerk war 1362 ein leuchtenbergisches Lehen. 1387 gründete der Grötschenreuther Hammerherr Otto Heyden zusammen mit einigen anderen Hammerherren die erste Hammereinung. Im 14. und 15. Jahrhundert war in Grötschenreuth ein Schienhammer (d. h. ein Hammerwerk, das sein Eisen selbst durch Erzeinschmelzung herstellte) in Betrieb, der später durch einen Drahthammer ersetzt wurde. 1400 wurde Grötschenreuth als Zubehör des Ritterlehens Siegritz mit zwei Hämmern genannt (Hammer Hopfau und Hammer Grötschenreuth). 1467 vergab der Landgraf Friedrich V. das Dorf und den Hammer an Nikolaus Pfreimdner. Das Hammerwerk zu Grötschenreuth wurde 1579 Christoph von Rotschütz, einem markgräflichen brandenburgischen Amtmann zu Hohnberg, verkauft. Hans Georg Steinhauser erwarb 1605 den Ort Grötschenreuth und den Hammer, der als „öde stehend“ bezeichnet wurde. Dies war zugleich die letzte Erwähnung des Hammerwerks Grötschenreuth. Am 16. Februar 1637 heiratet Margareta Salome von Steinhauser, die einzige Tochter des 1636 verstorbenen Hans Georg, den Johann Paul Weikmann, Sohn des Erbendorfer Stadtschreibers Justus Paul Weickmann. Das Hammerschloss verbleibt bis zum 19. Jahrhundert in der Familie Weikmann.
In einer Urkunde aus dem Jahr 1849 heißt es: nemlich in Gretschenreuth ein Trahthammer, nemlich die berimtste in Baiern mit 27 Arbeiten.

## Hammerschloss Grötschenreuth heute
Das Herrenhaus des ehemaligen Drahthammers ist ein zweiflügeliger, zweigeschossiger und verputzter Massivbau mit einem Walmdach, einem Zwerchhaus und einem Dachreiter. Das Gebäude stammt im Kern aus dem 17. und 18. Jahrhundert. 1804 wurde es erneuert. Die Putzgliederung durch Pilaster auf hohen Sockeln mit Streifenrustika und Gurtbändern wurde zwischen 1991 und 1993 wiederhergestellt.
Zu dem Ensemble gehört die Kapelle Unser Lieben Frau (die sog. Loreto- oder Drahthammerkapelle). Die Kapelle wurde zwischen 1745 und 1750 durch Pfarrer Johann Michael Pfreimbter und dem Gutsherrn Johann Christoph von Weickmann auf Grötschenreuth erbaut. 1771 und 1796 wurde die Kapelle durch einen Brand zerstört und zwischen 1844 und 1856 im gotischen Stil umgestaltet. Heute ist diese ist ein verputzter und dreiseitig geschlossener Massivbau mit einem Satteldach und einem spitzbogigem, neugotisch Gewändeportal von 1858. Ungewöhnlich ist, dass die Kapelle keinen Turm besitzt.
Das Schloss ist in Privatbesitz und kann nicht besichtigt werden.